# HC Sachsen Neustadt-Sebnitz
Der Handballclub Sachsen Neustadt-Sebnitz (HC Sachsen) ist ein deutscher Handballverein, dessen Frauenmannschaft zwischen 2005 und 2007 in der 2. Bundesliga-Süd spielte.

## Verein
Der Handballverein wurde 1995 vom Handballclub Neustadt in Sachsen und dem Bürgersportvereins 68 Sebnitz gegründet. Er hat 150 Mitglieder.

## Frauen
- 1998/99 Sachsenmeister, Aufstieg in die Regionalliga Süd
- 1999/2000 Abstieg in die Oberliga Sachsen
- 2000/01 Sachsenmeister, Aufstieg in die Regionalliga Mitte
- 2001/02 5. Platz in der Regionalliga Mitte
- 2002/03 Abstieg in die Oberliga Sachsen
- 2003/04 Sachsenmeister, Aufstieg in die Regionalliga Mitte, Sachsenpokalsieger
- 2004/05 Meister der Regionalliga Mitte, Aufstieg in die 2. Bundesliga, Sachsenpokalsieger
- 2005/06 die erste Saison in der 2. Bundesliga
- 2006/07 die zweite Saison in der 2. Bundesliga
- 2007/08 3. Platz in der Regionalliga Süd
- 2008/09 Abstieg aus der Regionalliga
- 2009/10 Qualifikation für die neugegründete 3. Liga
- 2010/11 Platz 5 in der Staffel Ost der 3. Liga
- 2011/12 Platz 10 in der Staffel Ost der 3. Liga
- 2012/13 Abstieg aus der 3. Liga